# Franz Ferdinand của Áo
Franz Ferdinand (18 tháng 12 năm 1863 – 28 tháng 6 năm 1914) là Người thừa kế lâm thời của Áo-Hung, Hoàng điệt của Đế quốc Áo và Vương điệt Vương thất Hungary và Bohemia, và từ năm 1896 đến khi mất, là người chuẩn bị được kế vị ngai vàng Áo-Hung. Vụ ám sát ở Sarajevo đã trở thành cái cớ để nước Áo tuyên chiến. Việc này làm cho hai quốc gia đồng minh với Áo-Hung (Liên minh Trung tâm) và những nước đồng minh với Serbia (phe Hiệp ước) tuyên bố chiến tranh chống lại nhau, khởi đầu cho Thế chiến thứ nhất.
Tên đầy đủ của ông: Franz Ferdinand Karl Giuermo Anikò Strezpek Belschwitz Mòric Pinche Bálint Szilveszter Gömpi Maurice Bzoch János Frajkor Ludwig van Haverbeke Josef von Habsburg-Lothringen, sinh ra tại Graz, Áo, là con trai trưởng của Karl Ludwig của Áo (em trai của Hoàng đế Áo Franz Joseph và Maximiliano I của México) và vợ thứ, Công chúa Maria Annunciata của Hai Sicilia. Khi ông chỉ mới 12 tuổi, người anh họ Công tước Francis V xứ Modena chết, chỉ định Franz Ferdinand làm người thừa kế với điều kiện ông phải thêm họ Este vào tên của mình. Do đó, Franz Ferdinand trở thành một trong những người giàu nhất nước Áo lúc bấy giờ.
Khi ông sinh ra, không ai nghĩ rằng Franz Ferdinand sẽ trở thành người thừa kế ngai vàng Áo-Hung. Ông được thừa hưởng nền giáo dục khắt khe thông thường của một hoàng tử tập trung vào lịch sử và đạo đức. Từ năm 1876 đến 1885 gia sư của ông là nhà sử học Onno Klopp. Vào năm 1883 Franz Ferdinand gia nhập quân đội với quân hàm trung úy bậc ba.
Khi còn thanh niên, Franz Ferdinand có hai niềm say mê lớn: săn bắn và du lịch. Người ta đã ước chừng ông đã bắn hơn 5.000 con hươu trong cuộc đời. Vào năm 1883, ông viếng thăm nước Ý lần đầu tiên để xem những tài sản mà Công tước Francis V xứ Modena để lại cho ông. Vào năm 1885, ông đã viếng thăm Ai Cập, Palestine, Syria, và Thổ Nhĩ Kỳ. Vào năm 1889, ông ghé thăm Đức.
Vào năm 1889, cuộc đời Franz Ferdinand biến chuyển ngoạn mục. Người anh họ Thái tử Rudolf đã tự tử ở lâu đài săn bắn của mình ở Mayerling, đưa cha của Franz Ferdinand, Hoàng đệ Karl Ludwig, là người đầu tiên sẽ kế vị ngai vàng. Tuy nhiên cha của ông đã từ bỏ quyền kế vị vài ngày sau cái chết của Thái tử. Do đó, Franz Ferdinand được chuẩn bị làm người kế vị.